# Arrabona
Arrabona era un forte romano che faceva parte della catena di postazioni militari presenti lungo il limes danubiano nel settore pannonico. Si trova nei pressi della cittadina di Győr
in Ungheria, nella provincia di Győr-Moson-Sopron. Accanto al forte vi erano almeno una decina di torri di osservazione (burgi).

## Forte
Il primo forte romano in legno e terra fu costruito forse a partire dal secondo decennio del I secolo (sotto Tiberio) o più probabilmente al tempo dell'imperatore Claudio. Il primo forte in pietra si deva invece a Traiano e misurava 150 x 230 metri. Sotto Marco Aurelio il forte fu attaccato da un'orda di barbari, che poi furono intercettati da alcune unità di fanteria e di cavalleria nella zona di Brigetio, battuti e ricacciati nelle loro terre. Gli invasori erano stati respinti ancor prima che potessero arrecare danni all'interno della provincia. Era il 166-167 d.C. (v. guerre marcomanniche). A quel tempo sembra che fosse comandante dell'unità qui stazionata, la ala I Ulpia contariorum, un certo Marco Valerio Massimiano.
Il successivo forte in pietra di 150 x 150/170 metri, aveva un'altezza delle mura pari a 2,8 metri e venne costruito al tempo di Costantino I.
Sappiamo anche che oltre alle numerose truppe ausiliari qui posizionate, furono insediate, solo per brevi periodi, anche coorti delle legioni che stazionarono nel vicino castra di Brigetio, come quelle della legio X Gemina o della legio I Adiutrix.

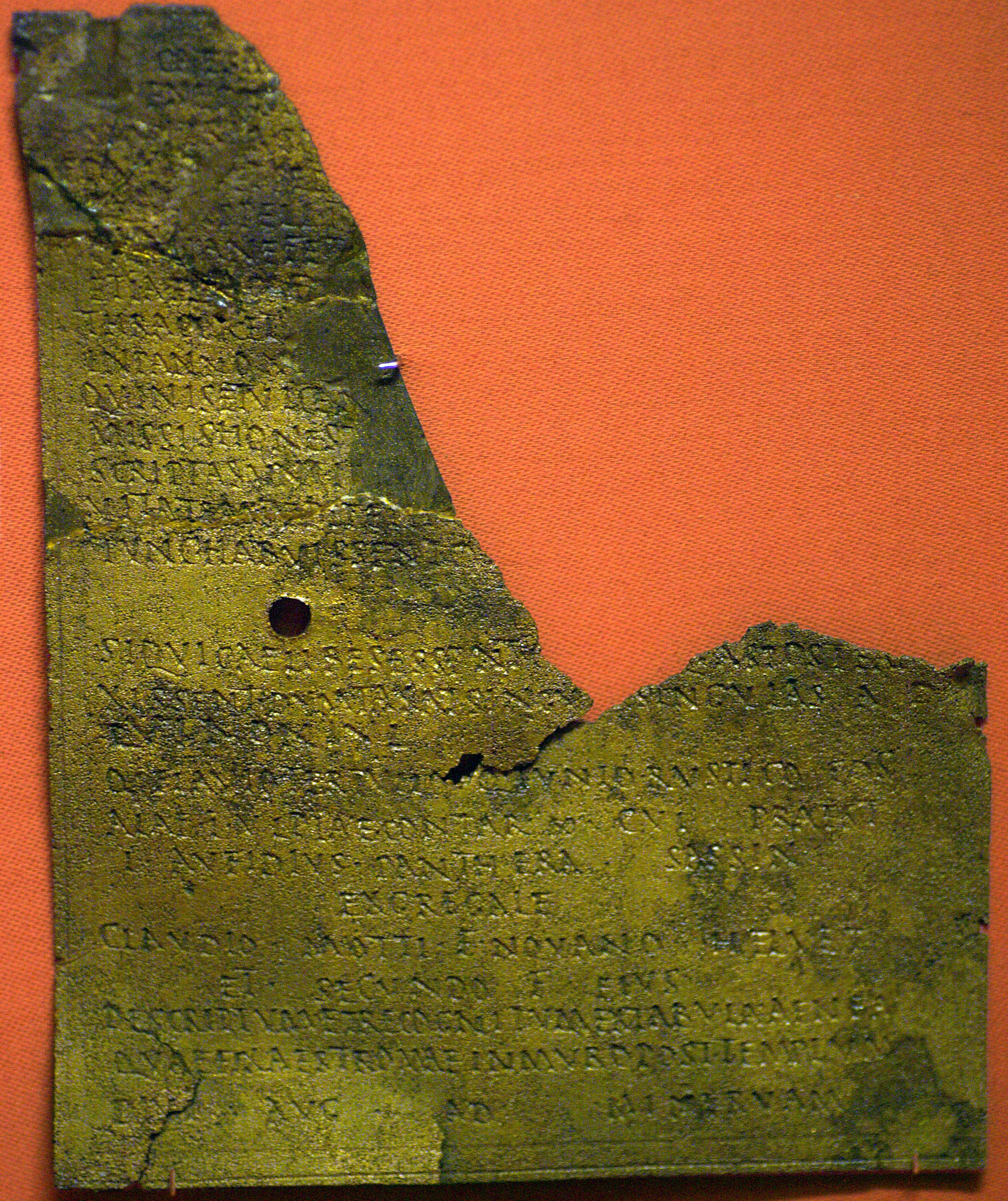
Diploma militare rinvenuto ad Arrabona ed oggi conservato presso il museo austriaco di Carnuntum.